# Comuna Vulturești, Olt
Vulturești este o comună în județul Olt, Muntenia, România, formată din satele Dienci, Valea lui Alb, Vlăngărești și Vulturești (reședința).
Are o populația de 2.800 persoane.
Originea numelui comunei, după spusele bătrânilor din sat, provine de la existența unor vulturi imenși, care puteau lua în ghearele lor animale, oi, capre sau chiar copii. Este o comună deluroasă cu păduri și multe vii renumite.
Deși solul localității este foarte roditor, pretându-se foarte bine pentru legumicultură, locuitorii satelor componente se ocupă în special cu cultura porumbului și a grâului. Creșterea animalelor este o ocupație tradițională însă odată cu închiderea târgului săptămânal din localitatea învecinată Câmpu Mare, aceasta este în curs de dispariție.

## Scurt istoric
Din păcate, nu există o monografie a localității, însă se pare că această zonă a fost locuită încă din preistorie (neolitic și eneolitic), după ce în zonă au fost descoperite numeroase topoare din piatră șlefuită. Perioada etnogenezei poporului român este și ea prezentă aici găsindu-se numeroase urme ceramice în principal de influență slavă. Se pare ca localitatea este atestată documentar în sec XVII-lea. În perioada medievală populația de pe raza comunei avea ca ocupații principale agricultura, creșterea animalelor, pescuitul și comerțul. Localitatea a fost și un punct de tranzit pentru ciobanii ce treceau cu oile pe aici, precum și pentru negustorii ce foloseau vechiul drum al Oltului (de origine romană) spre a ajunge la Sibiu. Ca dovadă că localitatea a fost o zonă de tranzit este toponimia locală, gen: La Han; Sub Han; etc. Este plauzibilă și ideea cum că localnicii au folosit cursul râului Olt, pentru transport-plutărit, ca și cei din localitatea Olanu situată mai în amonte, ce era vestită în acest sens.
Dacă locuitorii satelor Dienci, Vlângărești și Valea lui Alb erau țărani liberi, cei din satul Vulturești se pare că erau iobagi/țărani dependenți. Denumirea satului Vlângărești se pare ca are origini "grecești" de la un boier fanariot Vlangoryos(?) care avea ca moșie zona comunele Vulturești și Dobroteasa.

## Istoric
- Vulturești este cel mai vechi sat din comună atestat documentar, fiind cunoscut în vechime sub numele de Bogdănei sau Bogdănești. Sub această denumire apare în hrisovul din 16 martie 1492 prin care Vlad Voievod întărește stăpânirea mânăstirii Bistrița asupra acestui sat (printre alte sate).
- Satele Dienci și Vlăngărești apar în recensământul din 1828 cu "48 capi de familie".

## Date geografice
Comuna Vulturești, situată pe malul stâng al Oltului, se află la o distanță de 50 km de orașul Slatina și la 11 km de Drăgășani.
Relieful este deluros.

### Comune vecine
- Est: Cungrea
- Nord: Dobroteasa, râul Olt
- Vest: Zăvideni
- Sud: Verguleasa

## Demografie
Componența etnică a comunei Vulturești
     Români (93,74%)
     Alte etnii (6,26%)
Componența confesională a comunei Vulturești
     Ortodocși (93,22%)
     Alte religii (0,52%)
     Necunoscută (6,26%)
Conform recensământului efectuat în 2021, populația comunei Vulturești se ridică la 2.123 de locuitori, în scădere față de recensământul anterior din 2011, când fuseseră înregistrați 2.591 de locuitori. Majoritatea locuitorilor sunt români (93,74%). Din punct de vedere confesional, majoritatea locuitorilor sunt ortodocși (93,22%), iar pentru 6,26% nu se cunoaște apartenența confesională.

## Politică și administrație
Comuna Vulturești este administrată de un primar și un consiliu local compus din 11 consilieri. Primarul, Marius-Florian Treanță[*], de la Partidul Social Democrat, este în funcție din 1 noiembrie 2024. Începând cu alegerile locale din 2024, consiliul local are următoarea componență pe partide politice:
|  | Partid                    | Consilieri | Componența Consiliului | Componența Consiliului | Componența Consiliului | Componența Consiliului | Componența Consiliului | Componența Consiliului | Componența Consiliului | Componența Consiliului |
|  | ------------------------- | ---------- | ---------------------- | ---------------------- | ---------------------- | ---------------------- | ---------------------- | ---------------------- | ---------------------- | ---------------------- |
|  | Partidul Social Democrat  | 8          |                        |                        |                        |                        |                        |                        |                        |                        |
|  | Partidul Național Liberal | 3          |                        |                        |                        |                        |                        |                        |                        |                        |